# 맨틀 (지질학)
맨틀(Mantle)은 행성체 내부에 있는 층으로, 아래로는 핵과 위로는 지각을 경계로 그 사이에 있다. 맨틀은 암석 또는 얼음으로 구성되며, 일반적으로 행성체에서 가장 크고 질량이 큰 층이다. 맨틀은 밀도에 따른 분화를 겪은 행성체에서 볼수 있는 특징적인 구조이다. 지구형 행성(지구 포함), 특히 얼음 거대 행성과 같은 거대 얼음 행성의 절반, 수많은 소행성, 일부 위성에 맨틀이 존재한다.

## 예시

### 지구

지구의 내부 구조

맨틀은 지각과 외핵 사이에 있는 규산염 암석층이다. 질량은 4.01 × 1024 kg으로 지구 질량의 67%를 차지한다. 두께는 2,900 km로 지구 부피의 약 84%를 차지한다. 맨틀은 주로 고체이지만, 지질학적 시간에서는 점성 유체처럼 행동한다. 해령에서 맨틀의 부분용융이 일어나 해양 지각을 생성하고, 섭입대에서 맨틀의 부분용융으로 대륙 지각을 생성한다.

### 다른 행성
수성은 약 490 km 두께의 규산염 맨틀을 가지고 있으며, 이는 수성 질량의 28%만을 이룬다. 금성의 규산염 맨틀은 약 2,800 km 두께로, 질량의 약 70%를 구성한다. 화성의 규산염 맨틀은 약 1,600 km 두께로, 질량의 약 74~88%를 구성하며, 샤시나이트 운석으로 대부분 이루어져 있다. 천왕성과 해왕성의 얼음 맨틀은 약 30,000 km 두께로, 두 행성 질량의 80%를 구성한다.

### 위성
목성의 위성인 이오, 유로파, 가니메데는 규산염 맨틀을 가지고 있다. 이오의 ~1,100 km 규산염 맨틀은 화산 지각으로 덮여 있고, 가니메데의 ~1,315 km 두께 규산염 맨틀은 ~835 km의 얼음으로 덮여 있으며, 유로파의 ~1,165 km 규산염 맨틀은 ~85 km의 얼음과 아마도 액체 물로 덮여 있다.
달의 규산염 맨틀은 약 1300~1400 km 두께이며, 마레 현무암의 원천이다. 달의 맨틀은 남극 에이트켄 분지 또는 위난의 바다에서 밖으로 노출될 수 있다. 달의 맨틀에는 ~500 km 깊이에 지진 불연속면이 있으며, 이는 대부분 구성 성분의 변화와 관련이 있을 가능성이 높다.
타이탄과 트리톤은 각각 얼음 또는 다른 고체 휘발성 물질로 만들어진 맨틀을 가지고 있다.

### 소행성
가장 큰 소행성 중 일부는 맨틀을 가지고 있다. 예를 들어, 4 베스타는 다이오제나이트 운석과 유사한 구성의 규산염 맨틀을 가지고 있다.

## 같이 보기
- 지구 내부 열수지
- 레만 불연속면
- 맨틀 제노리스
- 맨틀 대류설
- 맨틀 중간권
- 수치모델링 (지질학)
- 원시 맨틀

## 더 읽어보기
- 돈 L. 앤더슨, Theory of the Earth, Blackwell (1989)는 지구 내부를 다루는 교과서이며 현재 웹에서 이용할 수 있다. 2007-12-23 확인.
- Jeanloz, Raymond (2000). 〈Mantle of the Earth〉.   Haraldur Sigurdsson; Bruce Houghton; Hazel Rymer; John Stix; Steve McNutt. 《Encyclopedia of Volcanoes》. San Diego: Academic Press. 41–54쪽. ISBN 978-0-12-643140-7.
- Nixon, Peter H. (1987). Mantle xenoliths: J. Wiley & Sons, 844p., (ISBN 0-471-91209-3).
- 도널드 L. 터코트 및 제럴드 슈베르트, Geodynamics, 케임브리지 대학교 출판부, 3판 (2014), ISBN 978-1-107-00653-9 (하드커버) ISBN 978-0-521-18623-0 (페이퍼백)